# Hrabstwo Sanpete

Piramida wieku hrabstwa

Hrabstwo Sanpete (ang. Sanpete County) – hrabstwo w stanie Utah w Stanach Zjednoczonych. Siedzibą hrabstwa jest Manti a jego największym miastem Efraim.

## Miasta
- Centerfield
- Ephraim
- Fairview
- Fayette
- Fountain Green
- Gunnison
- Manti
- Mayfield
- Moroni
- Mount Pleasant
- Spring City
- Sterling
- Wales